# 皮孔
參數所指定的目標頁面不存在，建議更正成存在頁面或直接建立下列一個頁面（建立前請先搜尋是否有合適的存在頁面可以取代）：
- 皮孔 (植物)

皮孔，是西班牙卡斯蒂利亚-拉曼恰雷阿尔城省的一个市镇。 总面积60平方公里，总人口657人（2001年），人口密度11人/平方公里。